# Publio Rutilio Fabiano
Publio Rutilio Fabiano (en latín: Publius Rutilius Fabianus) fue un senador romano que vivió a finales del siglo I y mediados del siglo II, y desarrolló su cursus honorum bajo los reinados de Trajano, y Adriano. 

## Carrera política
Por diplomas militares, se tiene constancia de que Fabiano fue cónsul sufecto en el año 135 junto con Gneo Papirio Eliano Emilio Tuscilo.